# د جت ست
د جت ست (به انگلیسی: The Jet Set) گروه موسیقی لهستانی است.
آن‌ها در مسابقه آواز یوروویژن ۲۰۰۷ نماینده لهستان بودند.